# Conques
Conques – miejscowość i dawna gmina we Francji, w regionie Oksytania, w departamencie Aveyron. W 2013 roku populacja ówczesnej gminy Conques wynosiła 263 mieszkańców. Należy do stowarzyszenia Najpiękniejszych wiosek Francji.
Przez miejscowość płynie struga Ouche, która uchodzi do rzeki Dourdou de Conques. 
W dniu 1 stycznia 2016 roku z połączenia czterech ówczesnych gmin – Conques, Grand-Vabre, Noailhac oraz Saint-Cyprien-sur-Dourdou – powstała nowa gmina Conques-en-Rouergue. Siedzibą gminy została miejscowość Conques. 

## Zabytki
Opactwo św. Fides (fr. Abbaye Sainte-Foy) oraz most nad Dourdou (fr. Pont sur le Dourdou) w Conques zostały wpisane 5 grudnia 1998 roku na listę światowego dziedzictwa Unesco jako zabytki na trasie drogi św. Jakuba (szlaku pielgrzymkowym do katedry w Santiago de Compostela). Wyżej wymienione zabytki posiadają także status monument historique. Ponadto w miejscowości znajdują się kaplica św. Rocha oraz baszta Porte de Vinzelle. 

## Galeria

Conques-Sainte-Foy
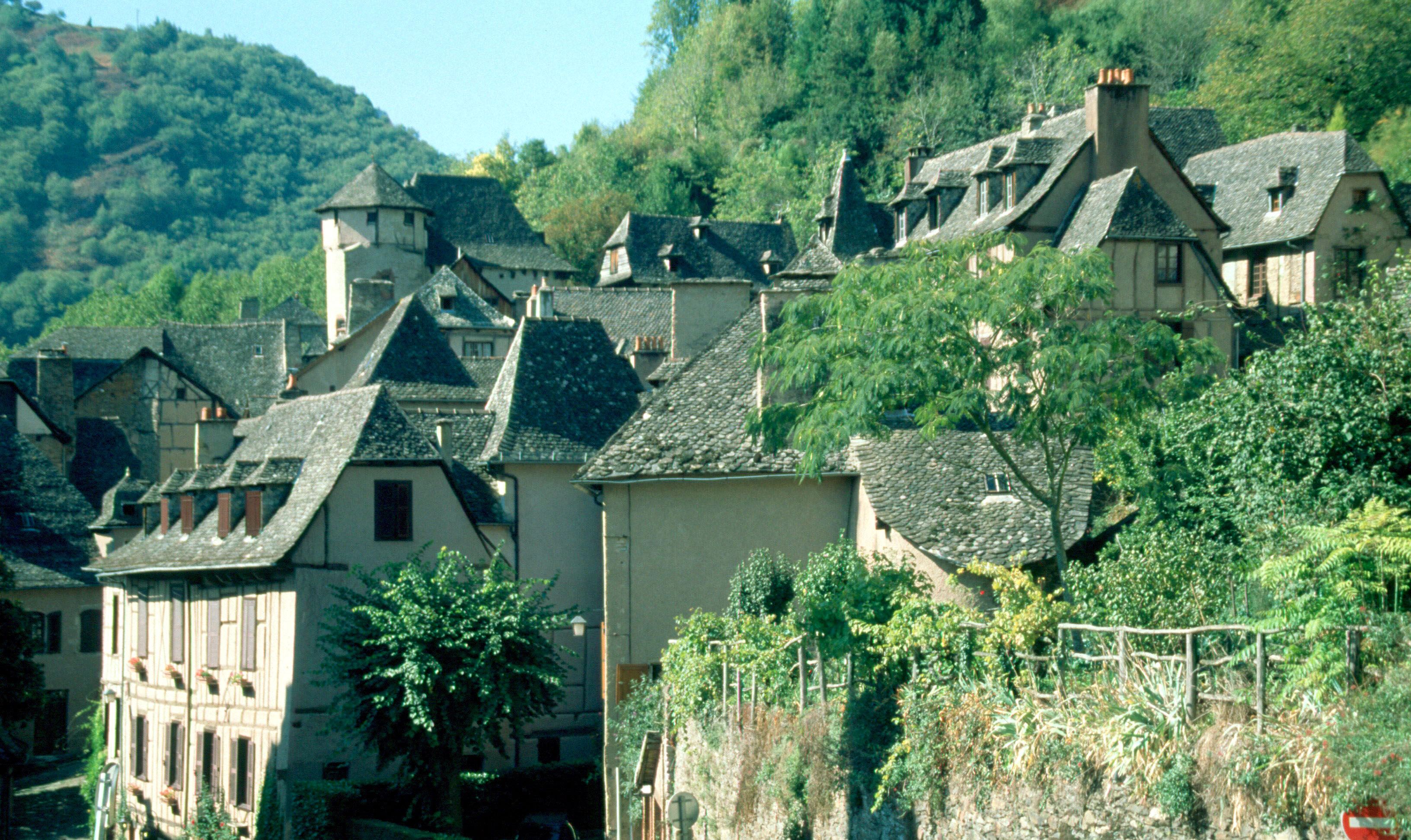
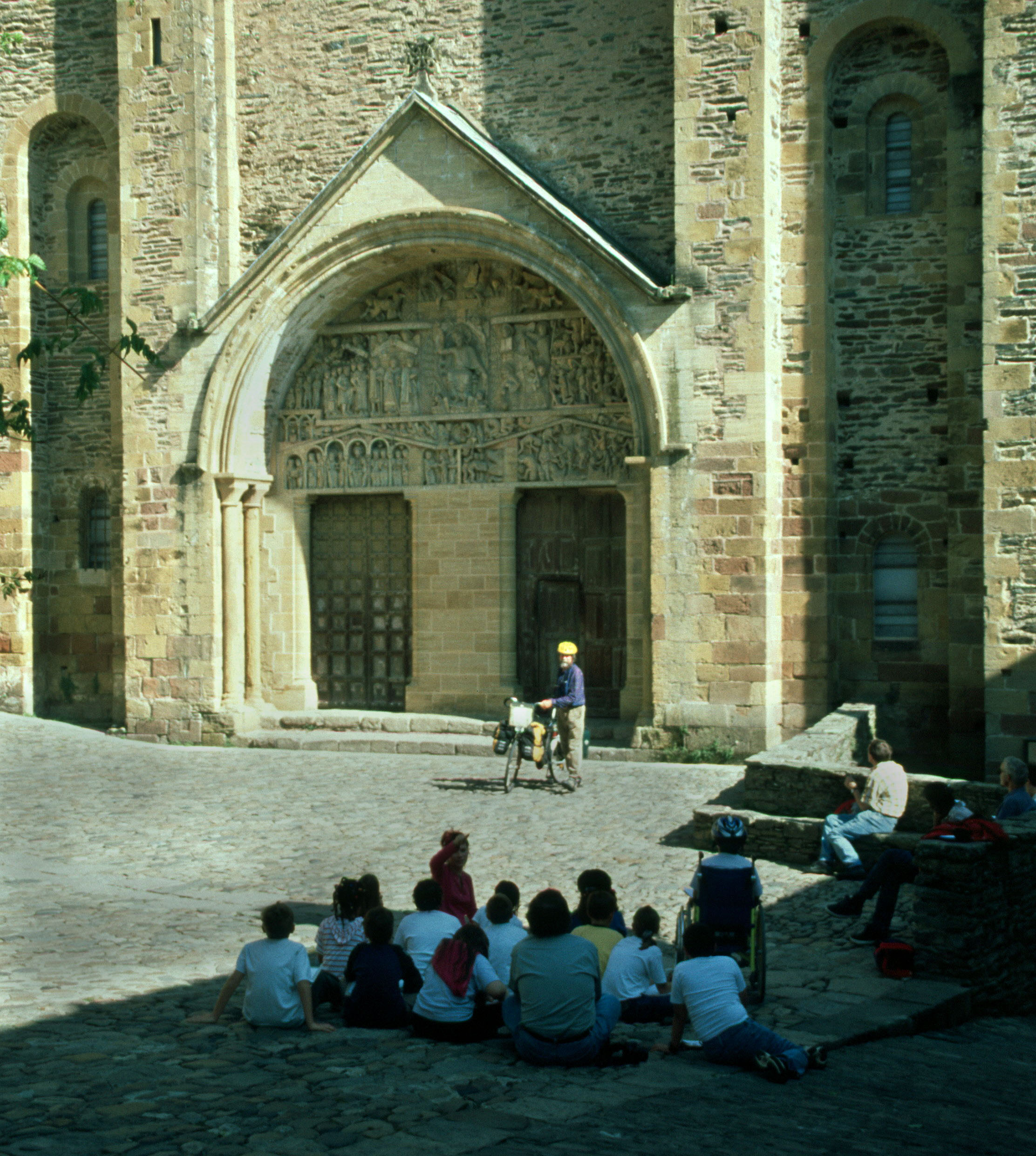
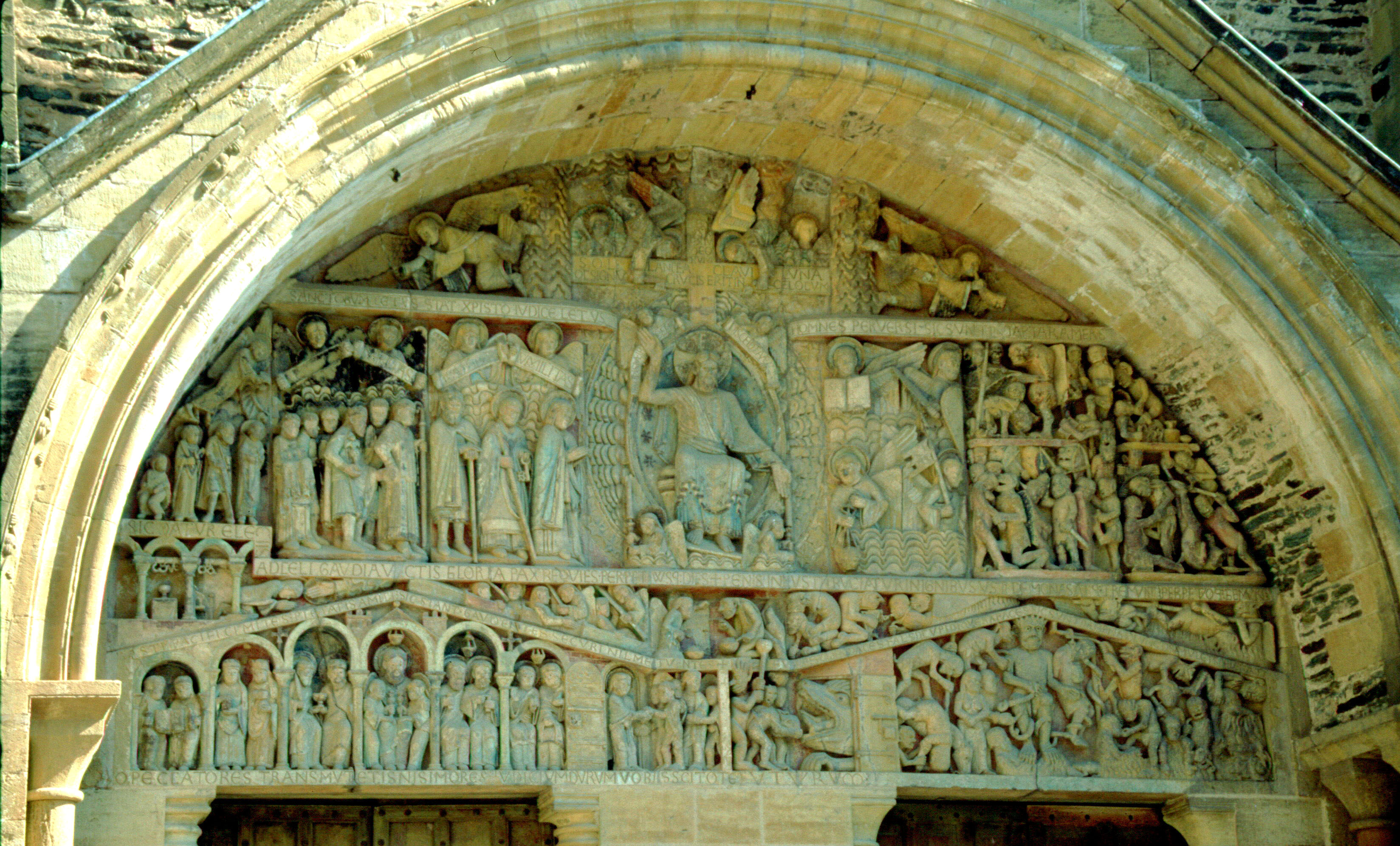
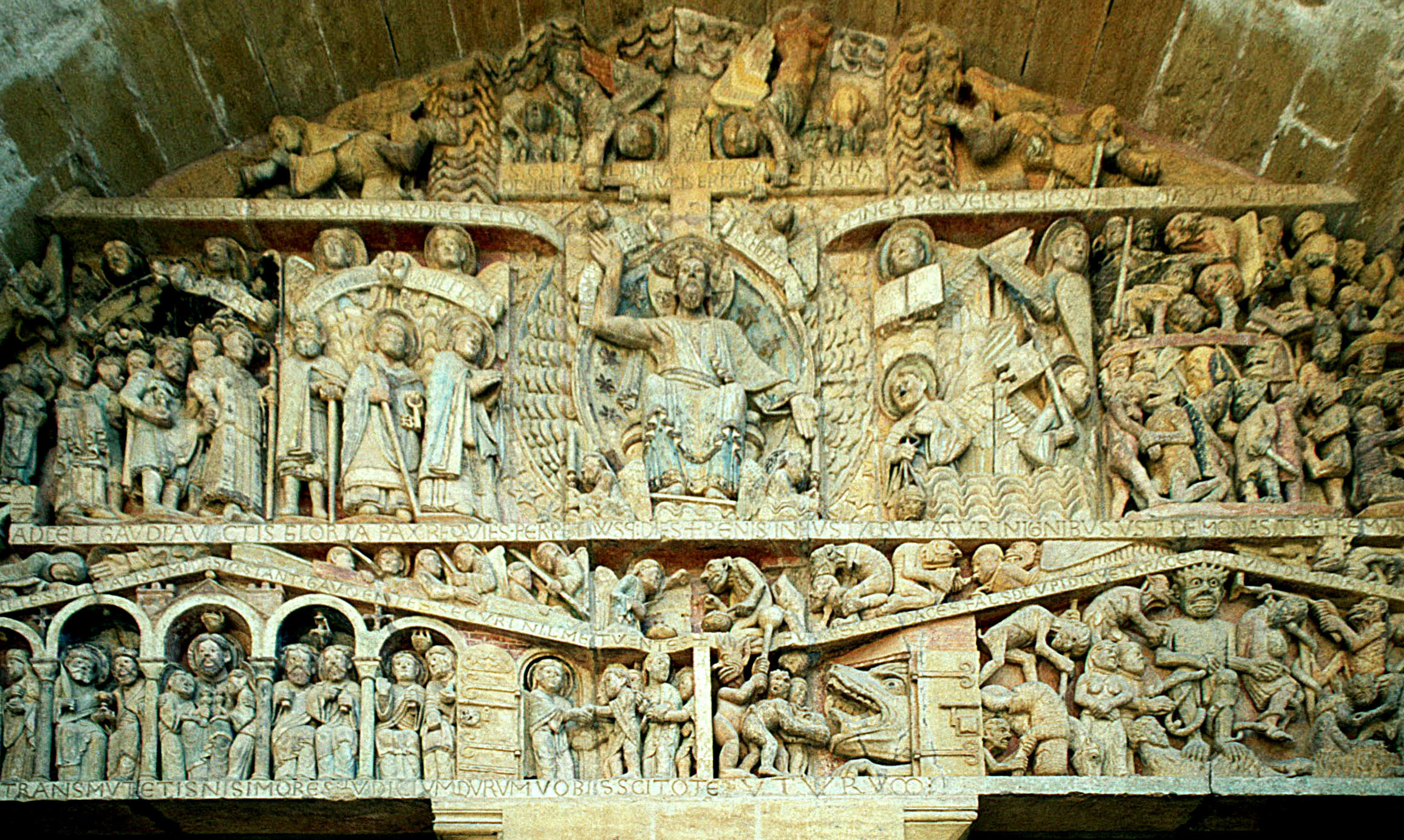
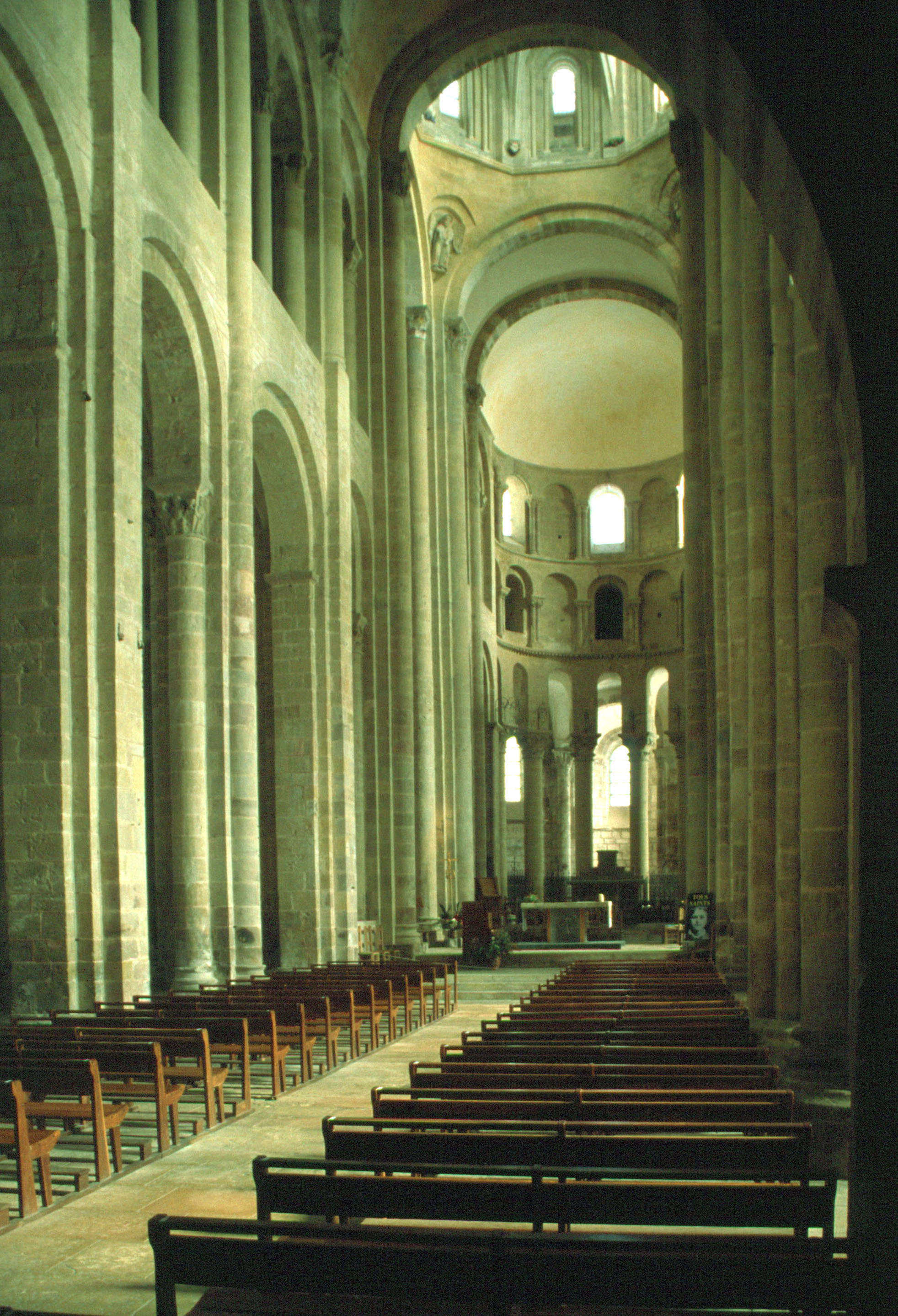
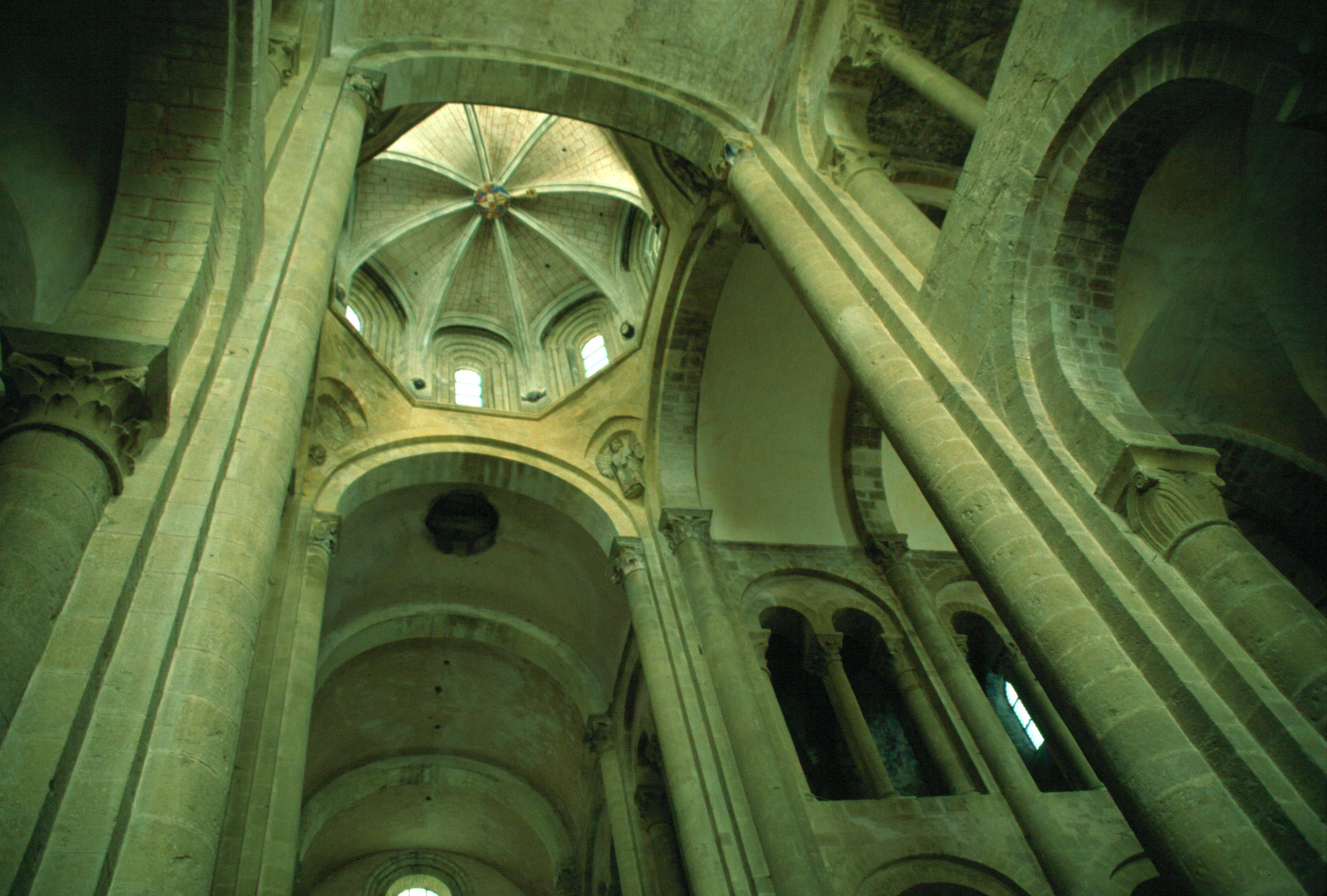
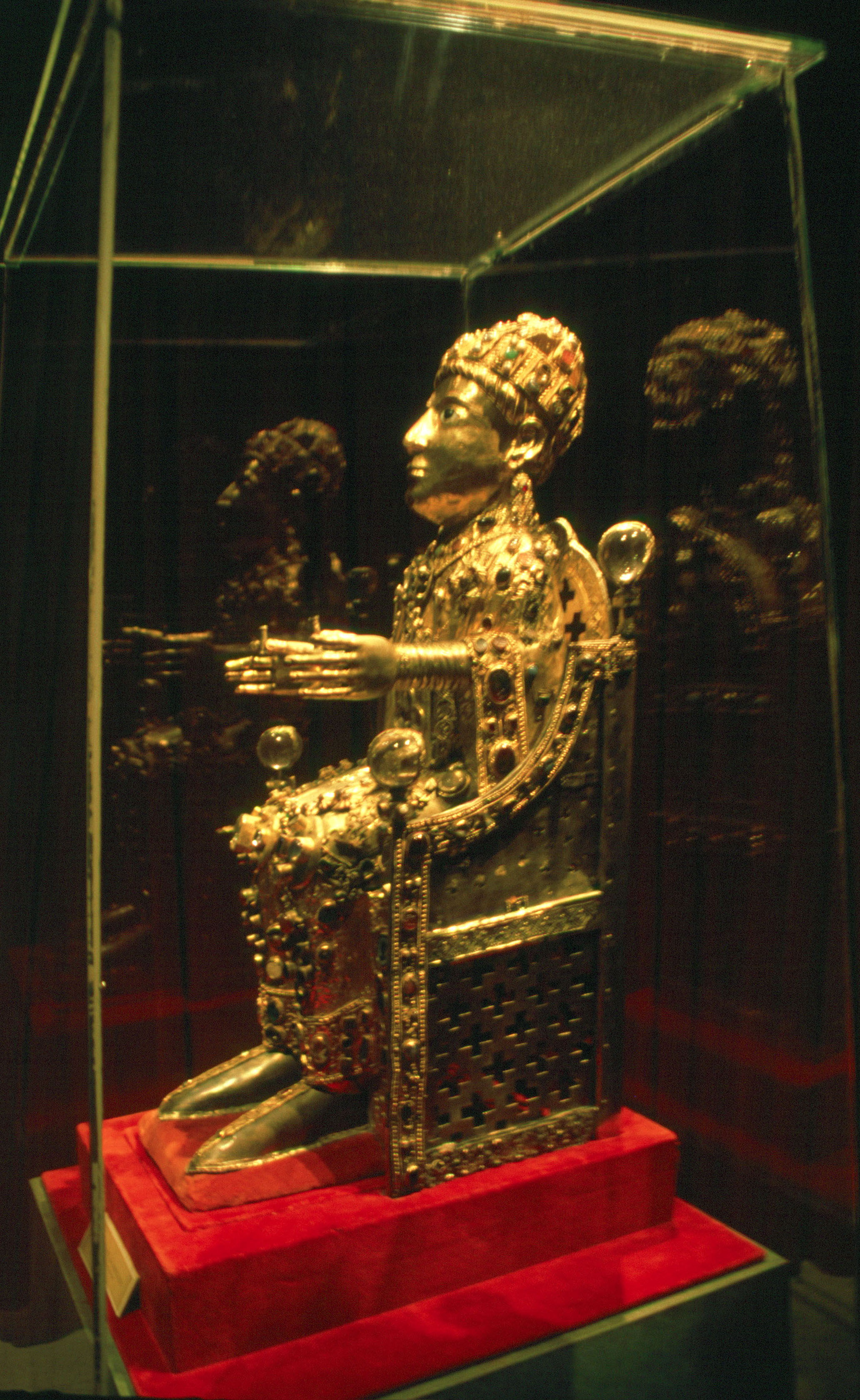
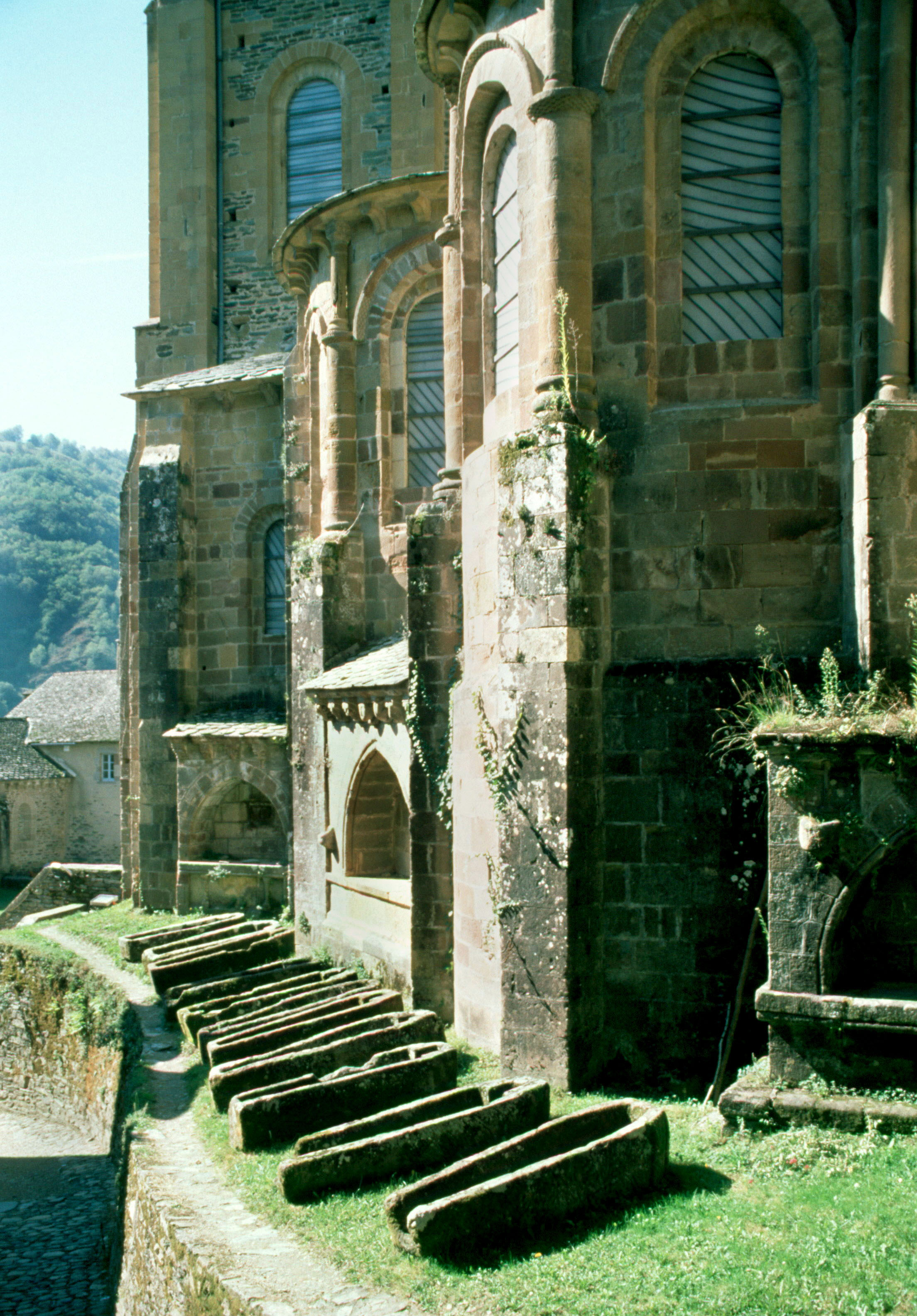